# Xuzhang Yingzi
Xuzhang Yingzi (kinesiska: 许杖营子满族乡, 许杖营子) är en socken i Kina. Den ligger i provinsen Hebei, i den norra delen av landet, omkring 250 kilometer nordost om huvudstaden Peking.
Genomsnittlig årsnederbörd är 945 millimeter. Den regnigaste månaden är juli, med i genomsnitt 260 mm nederbörd, och den torraste är januari, med 2 mm nederbörd.